# آفتابی نیست
«آفتابی وجود ندارد» (به انگلیسی: Ain't No Sunshine) تک‌آهنگی از هنرمند اهل ایالات متحده آمریکا بیل ویثرز است که در سال ۱۹۷۱ میلادی منتشر شد.